# Wolfville
Wolfville es un pueblo canadiense situado en la provincia de Nueva Escocia.

## Superficie
Wolfville tiene una superficie de 6,46 km².

## Demografía
En 2021, tenía 5057 habitantes, una densidad poblacional de 783,3 hab./km², y 2856 viviendas.